# Irina Terelia Taranenko
Irina Terelia Taranenko, född den 31 mars 1966, är en ukrainsk före detta längdåkare som tävlade mellan åren 1992 och 2003 i världscupen. 
Taranenkos främsta merit är bronsmedaljen vid VM 1999 som hon tog i jaktstart. Terelia Taranenko har även deltagit i tre olympiska spel och hennes bästa resultat är två fjärdeplatser från OS 1998 i Nagano (i jaktstart och 15 kilometer klassiskt).